# Üdvöske
Az Üdvöske a latin salutaris szó 19. századi magyar fordítása az üdvös, ebből alkottak kicsinyítőképzővel női nevet.

## Gyakorisága
Az 1990-es években szórványos név, a 2000-es években nem szerepel a 100 leggyakoribb női név között.

## Névnapok
- július 13.[2]
- december 9.[2]